# Józef Ma Taishun
Św. Józef Ma Taishun (chiń. 馬太順若瑟) (ur. 1840 r. w Qianshenzhuang, Dongguang, Hebei w Chinach – zm. 26 czerwca 1900 r. w Wangla, Dongguang, Hebei) – święty Kościoła katolickiego, męczennik.
Józef Ma Taishun przez pewien czas pracował jako katechista i praktykował medycynę. W związku z tym był osobą dosyć znaną w powiecie Wanglajia.
Podczas powstania bokserów w Chinach doszło do prześladowania chrześcijan. Ponieważ obawiał się powstańców wczesnym latem 1900 r. opuścił dom i udał się na wieś, żeby ukryć się na polach. Został schwytany na skraju wsi Majiayuan i zabrany siłą do Wanglajia, gdzie przywiązano go do drzewa. Powstańcy, jak również jego przyjaciele, próbowali przekonać go, żeby wyparł się wiary. Odmówił i został ścięty.
Dzień jego wspomnienia to 9 lipca (w grupie 120 męczenników chińskich).
Został beatyfikowany 17 kwietnia 1955 r. przez Piusa XII w grupie Leon Mangin i 55 Towarzyszy. Kanonizowany w grupie 120 męczenników chińskich 1 października 2000 r. przez Jana Pawła II.